# Lanová dráha

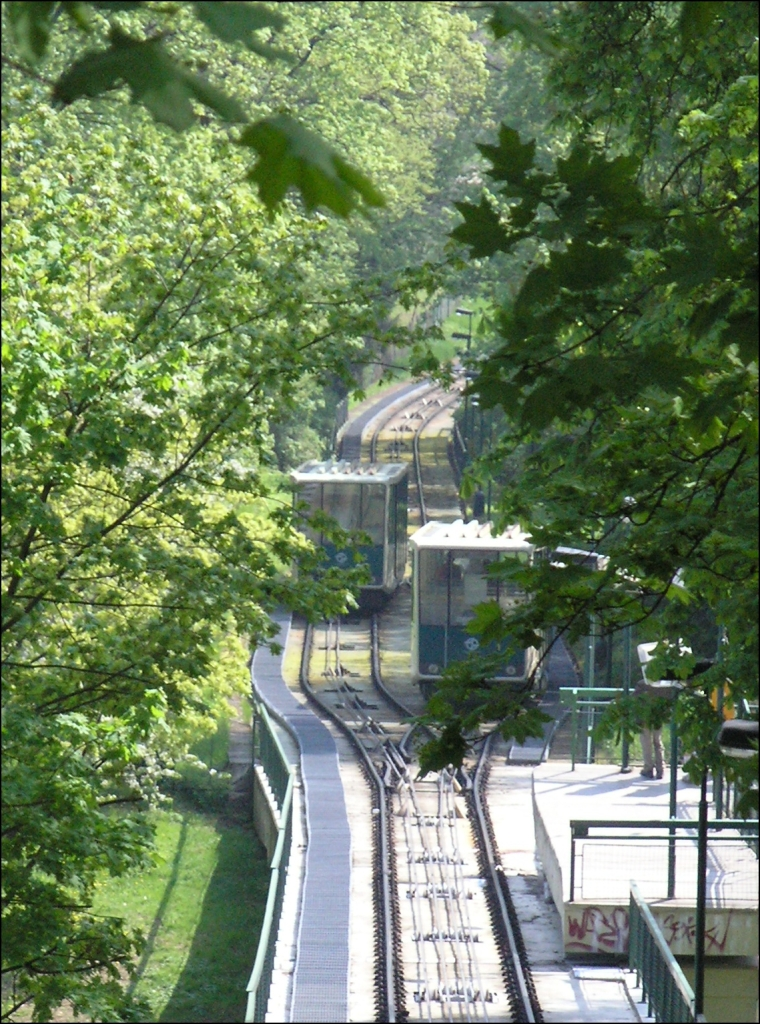
Pozemní lanová dráha na Petřín v Praze

Lanová dráha (lanovka) je dráha, jejíž vozidla se pohybují po šikmé nebo vodorovné trase a jsou poháněna pomocí tažných lan. U některých druhů lanovek jsou vozidla (jako vozidla se označují i sedačky) zavěšena na nosných lanech. Slouží k dopravě, je-li třeba překonat velký výškový rozdíl, ale často i lanovka sama je turistickým lákadlem a jízda lanovkou je považována za nevšední zážitek. Lanová dráha má vždy nejméně dvě stanice, horní a dolní. Některé lanové dráhy mohou mít na trase jednu nebo více mezistanic.
V Česku se na lanové dráhy vztahuje Zákon o dráhách. Vagony, kabiny, gondoly i tyče se sedačkami jsou z terminologického hlediska považovány za vozidla.
Lanové dráhy zároveň patří do kategorie dopravních prostředků, která se souhrnně označují zdvihadla.

## Druhy lanovek

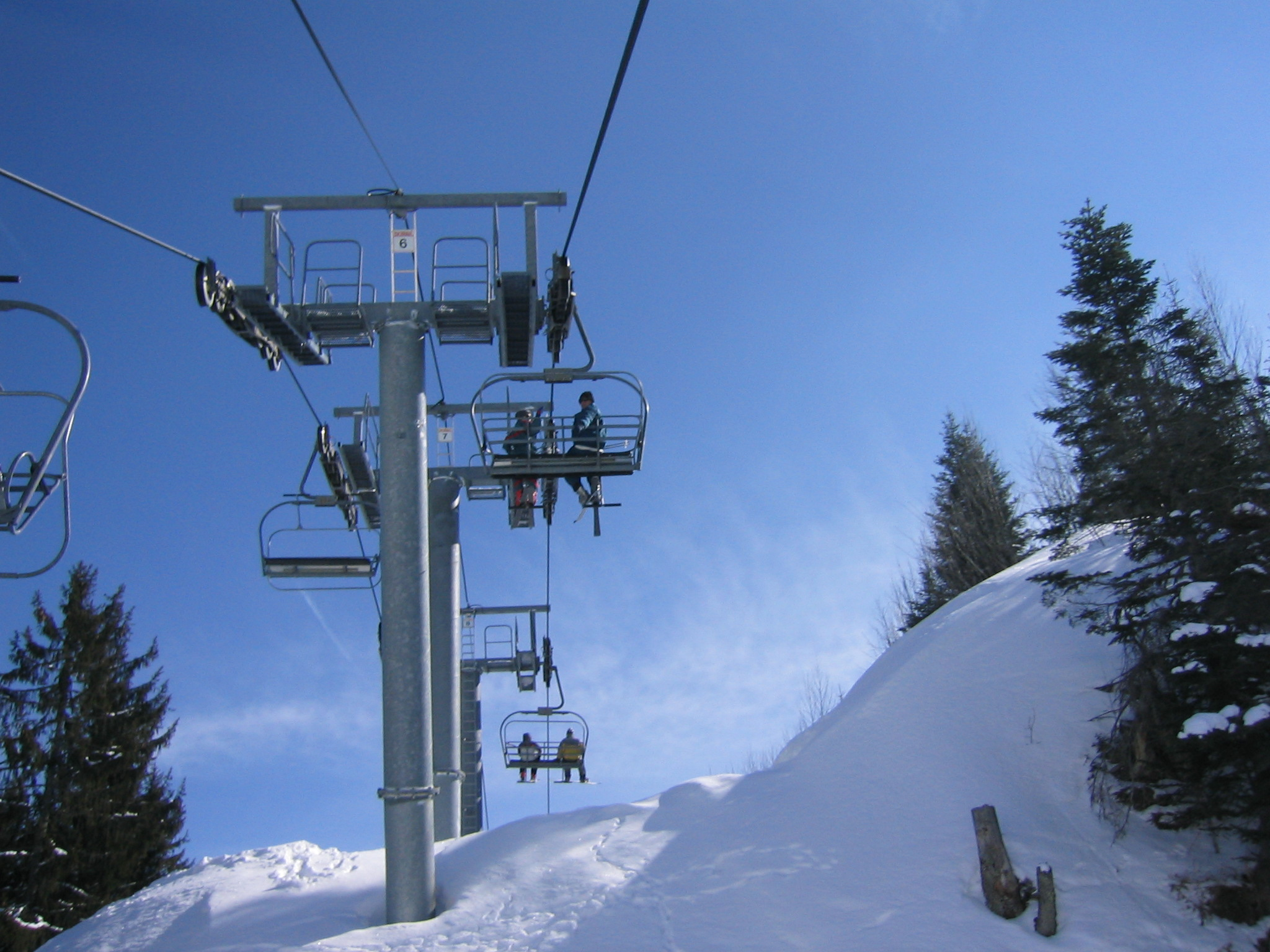
Visutá sedačková lyžařská lanovka Praz-de-Lys – Sommand (Horní Savojsko, Francie)

Podle druhu jízdy a vozidel může být lanovka:
- Pozemní lanová dráha – šikmá kolejová dráha, jejíž vozidla jsou poháněna pomocí tažných lan
- Visutá lanová dráha – vozidlo (kabina nebo sedačka) se nepohybuje po kolejích, ale je během jízdy jen zavěšeno na lanech; dělí se dále na:
  - Kabinová – obvykle dvě zavěšené kabiny pohybující se vzduchem protisměrně.
  - Kabinková (gondolová) – na dopravním, event. tažném laně jsou zavěšeny v řadě kabinky pro 2–16 osob.
  - Sedačková – nosné lano je zároveň tažným, na něm jsou zavěšeny v řadě sedačky pro 1, 2, 3, 4, 6 nebo 8 osob. Mohou umožňovat i přepravu lyžařů s lyžemi na nohou. Vozidlem této dráhy je každý závěs se sedačkou.
  - Kombinovaná – na laně se pohybují i kabinové i sedačkové lanovky.

Podle druhů lan se visuté lanovky rozdělují na:
- Jednolanové – funkce nosného a tažného lana je sloučena do jediného dopravního lana
- Dvoulanové – vozidla jsou tažena na jednom nebo více tažných lanech a zároveň jsou nesena jedním nebo více nosnými lany.

Podle oběhu vozidel se lanovky rozdělují na:
- Oběžné – vozidla se na konci otáčejí do protisměru, bývá jich větší počet (typicky u sedačkových lanovek)
- Kyvadlové – vozidla se neotáčejí, ale vracejí se stejně orientovaná. Zpravidla jsou na dráze dvě vozidla, která se míjejí uprostřed délky dráhy, ale mohou být i lanovky jednovozidlové (obdobné výtahu).

Podle způsobu připojení vozů na lano se zejména oběžné lanovky rozdělují na
- Neodpojitelné – vozidla jsou pevně uchycena na dopravní lano, ve stanicích se neodpojují.
- Odpojitelné – vozidla jsou odpojitelně uchycena na dopravní nebo tažné lano, ve stanicích se od lana odpojují a pohybují se nižší (staniční) rychlostí, čímž je zajištěno komfortnější a bezpečnější nastupování a vystupování cestujících.

Podle účelu lze lanovky rozlišit na:
- Osobní (zpravidla turistickou)
- Nákladní (průmyslovou, obslužnou)

## Výrobci
Mezi největší výrobce lanovek patří:
- CWA
- Doppelmayr
- Garaventa
- Leitner
- Poma (nezaměňovat s Tatrapoma)

## Podobné dráhy a zařízení
Na rozdíl od výtahu, kde se kabina pohybuje svisle, u lanové dráhy obvykle stoupání nebývá větší než 45 stupňů (1 000 promile). Některá zařízení však jsou na pomezí mezi lanovkou a výtahem, například lanová dráha spojující dvě budovy pražského hotelu NH (původně Mövenpick) na Smíchově či šikmé výtahy.
Mezi lanové dráhy se obvykle nepočítá lyžařský vlek, který je podobný sedačkové lanovce, avšak místo závěsů se sedačkami má teleskopické tyče nebo snímatelné kotvy pro vlečení lyžařů a snowboardistů po zemi.
Jiným způsobem, jak umožnit kolejovému vozidlu jízdu po strmější dráze, je ozubnicová dráha.
Visuté lanovky jsou oproti jiným druhům dopravy šetrnější k životnímu prostředí, protože jejich výstavbou jsou dotčena jen místa stanic a stožárů. Budování lanovek v chráněných přírodních oblastech však má i své odpůrce, protože zvyšuje počet návštěvníků dosud málo navštěvovaných míst a tím mnohanásobně zvyšuje druhotnou zátěž pro životní prostředí.